# Abel Iturralde Palacios
Abel Iturralde Palacios (* 11. Februar 1869 in La Paz; † 30. Juni 1935 in Santiago de Chile) war in seinem Heimatland Bolivien als Rechtsanwalt und Politiker tätig.
Zeitweise war er Vizepräsident der Deputiertenkammer der bolivianischen Provinz Nor Yungas, außerdem war er Mitgründer der Geographischen Gesellschaft von La Paz (Sociedad Geográfica de La Paz).
Ihm zu Ehren trägt heute die bolivianische Provinz Abel Iturralde seinen Namen.
| Personendaten    | Personendaten                             |
| ---------------- | ----------------------------------------- |
| NAME             | Iturralde Palacios, Abel                  |
| KURZBESCHREIBUNG | bolivianischer Rechtsanwalt und Politiker |
| GEBURTSDATUM     | 11. Februar 1869                          |
| GEBURTSORT       | La Paz                                    |
| STERBEDATUM      | 30. Juni 1935                             |
| STERBEORT        | Santiago de Chile                         |